# کالبدگشایی (فیلم ۲۰۰۸)
کالبدگشایی (انگلیسی: Autopsy) فیلمی در ژانر ترسناک است که در سال ۲۰۰۸ منتشر شد. از بازیگران آن می‌توان به مایکل باون، جسیکا لاندس، رابرت پاتریک و جنت گلدستاین اشاره کرد.